# Villa Buonaccorsi

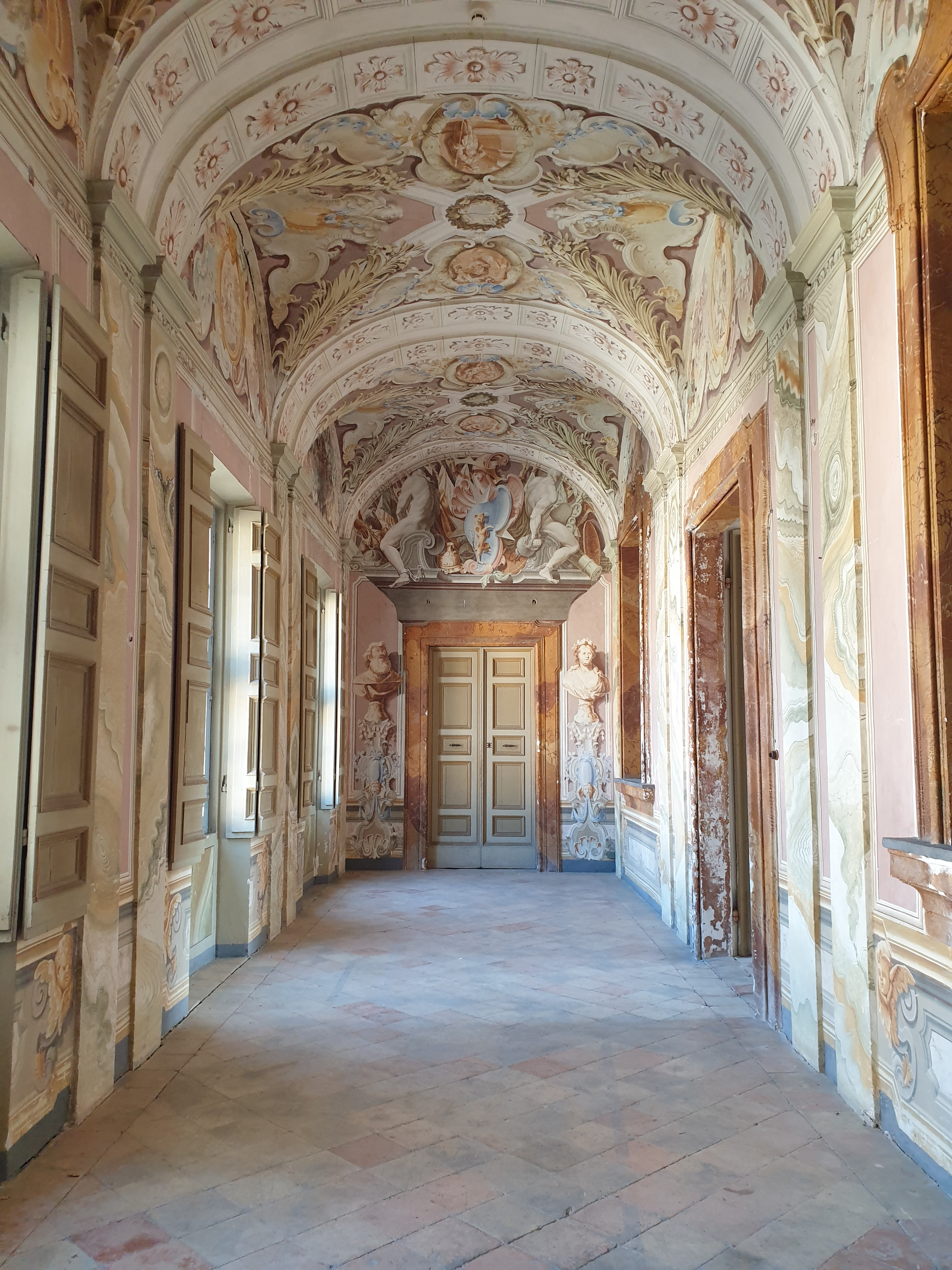
Loggia affrescata da Benedetto Biancolini in prospettiva.

Villa Buonaccorsi è una villa del XVIII secolo, ampliata a partire da un edificio cinquecentesco, situata sulla cima di una collina (110 m circa sul livello del mare) tra Potenza Picena e la frazione di Porto Potenza Picena, che affaccia sul mar Adriatico.

## Storia
Dal corpo principale della villa datato al Cinquecento seguirono degli ampliamenti voluti dal Conte Raimondo Bonaccorsi intorno al Settecento. La ristrutturazione più significativa, fu quella realizzata nel 1745-1750 da Pietro Bernasconi stretto collaboratore del Vanvitelli. Oggi si presenta con ampi saloni decorati da Benedetto Biancolini per cui è molto nota anche fuori dall’Italia ed è costituito da un prezioso giardino all’italiana. Le prime notizie della famiglia Bonaccorsi nelle Marche, a Macerata e a Potenza Picena, risalgono al sec. XIII e si ritiene (ma senza certezza) che fosse un ramo dell’omonima famiglia di Firenze.

## Villa
Residenza di campagna dei Buonaccorsi, la villa Settecentesca nel Comune di Potenza Picena rispondeva alle esigenze di una vita comoda e confortevole. Il complesso, di cui fa parte anche una chiesina barocca dedicata a S. Filippo Neri, ha assunto l’aspetto attuale sviluppandosi attorno ad un fabbricato quadrangolare a corte, costruito nella seconda metà del ‘500 come testimoniano i resti di un luogo fortificato. La villa è racchiusa da mura: alla sua destra si trova l'ingresso principale e una piccola fortificazione dove un tempo si trovava un cannone, tanto che nei vigneti circostanti è ancora oggi possibile trovare alcune palle di ferro.
L’edificio della villa, a pianta irregolare, è composto da diversi corpi di fabbrica che racchiudono un cortile con un portico.
Il giardino del 1700 in stile barocco è stato probabilmente disegnato dall'architetto Andrea Vici. Gli ultimi rifacimenti al giardino sono databili intorno ai primi decenni del '900, fino alla morte del conte Carlo Buonaccorsi avvenuta negli anni '50 e a quella della contessa Giuseppina Matteucci Buonaccorsi, negli anni ‘70. È grazie alle cure dei successivi proprietari che il Giardino Buonaccorsi è stato oggetto di una quotidiana manutenzione che lo ha conservato in ottime condizioni sino ad oggi. 
La villa sorge in cima a un piccolo colle con un panorama di verdi colline e vallate. L’esposizione è voluamente protetta dai venti più freddi, in modo da consentire la crescita di piante ornamentali e soprattutto di agrumi, in piena terra e vaso.
Attualmente Villa Buonaccorsi viene utilizzata come sede per matrimoni, riunioni o cene aziendali, ma è anche possibile visitare il giardino contattando la Proloco di Porto Potenza. 

### Loggia
La loggia, situata nell’edificio principale della villa, presenta degli affreschi databili (intorno al 1750) dipinti dell’artista Benedetto Biancolini. Questa è composta da tre campate corrispondenti a tre finestre dove sulla volta del soffitto sono rappresentate alcune scene tratte dal poema di Torquato Tasso “La Gerusalemme Liberata”. Gli otto episodi del poema, sono esposti nella loggia in ordine cronologico e mettono in scena l’epopea della campagna dei cristiani contro i saraceni per riconquistare la città di Gerusalemme, nella prima crociata. Nelle lunette, invece, sono raffigurati degli schiavi turchi circondati da trofei di guerra o da nature morte il tutto incastonato in una cornice barocca.

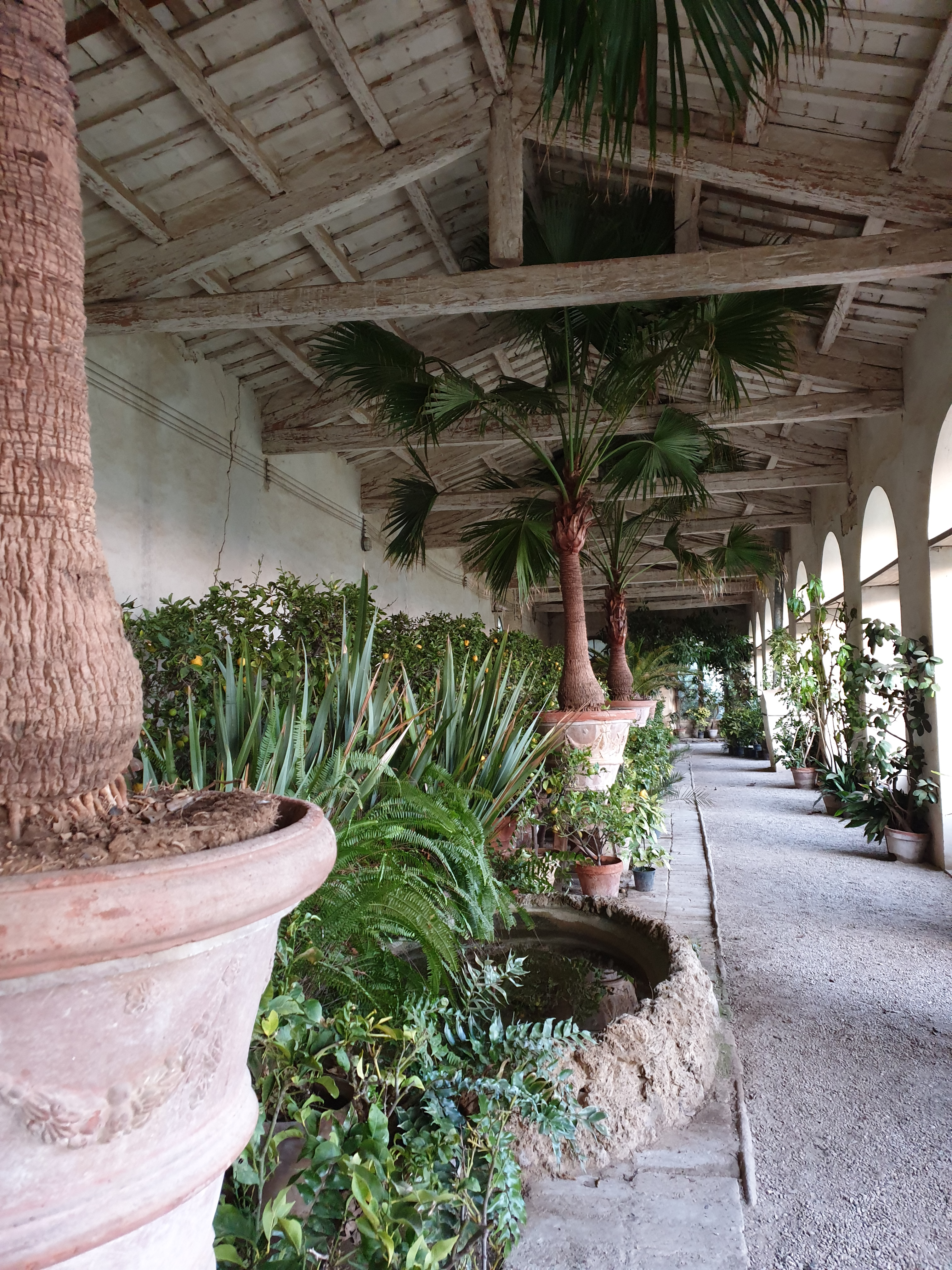
Serra per il ricovero delle piante secolari

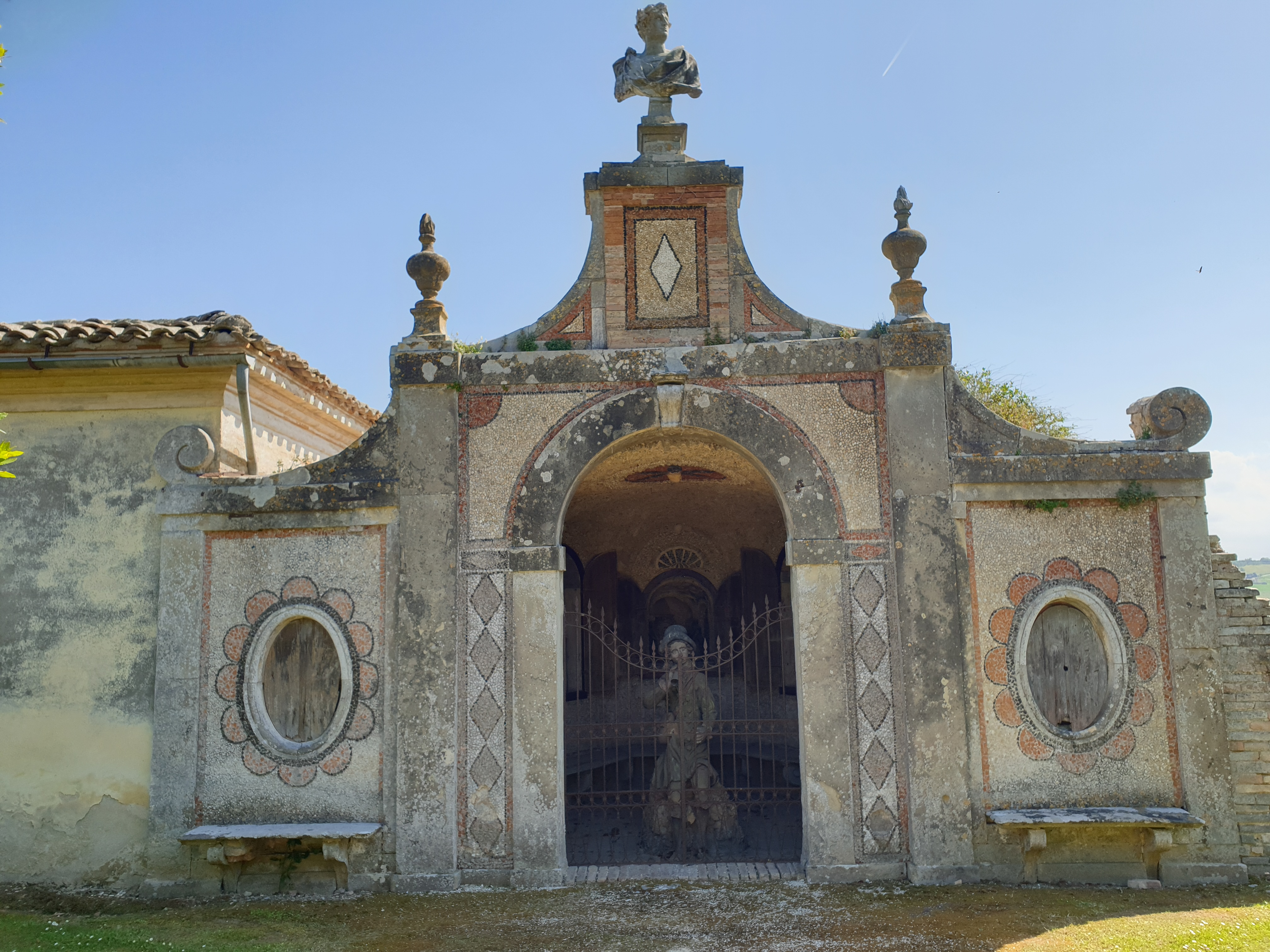
Teatrino del Cecco Birbo

## Giardino

### Storia

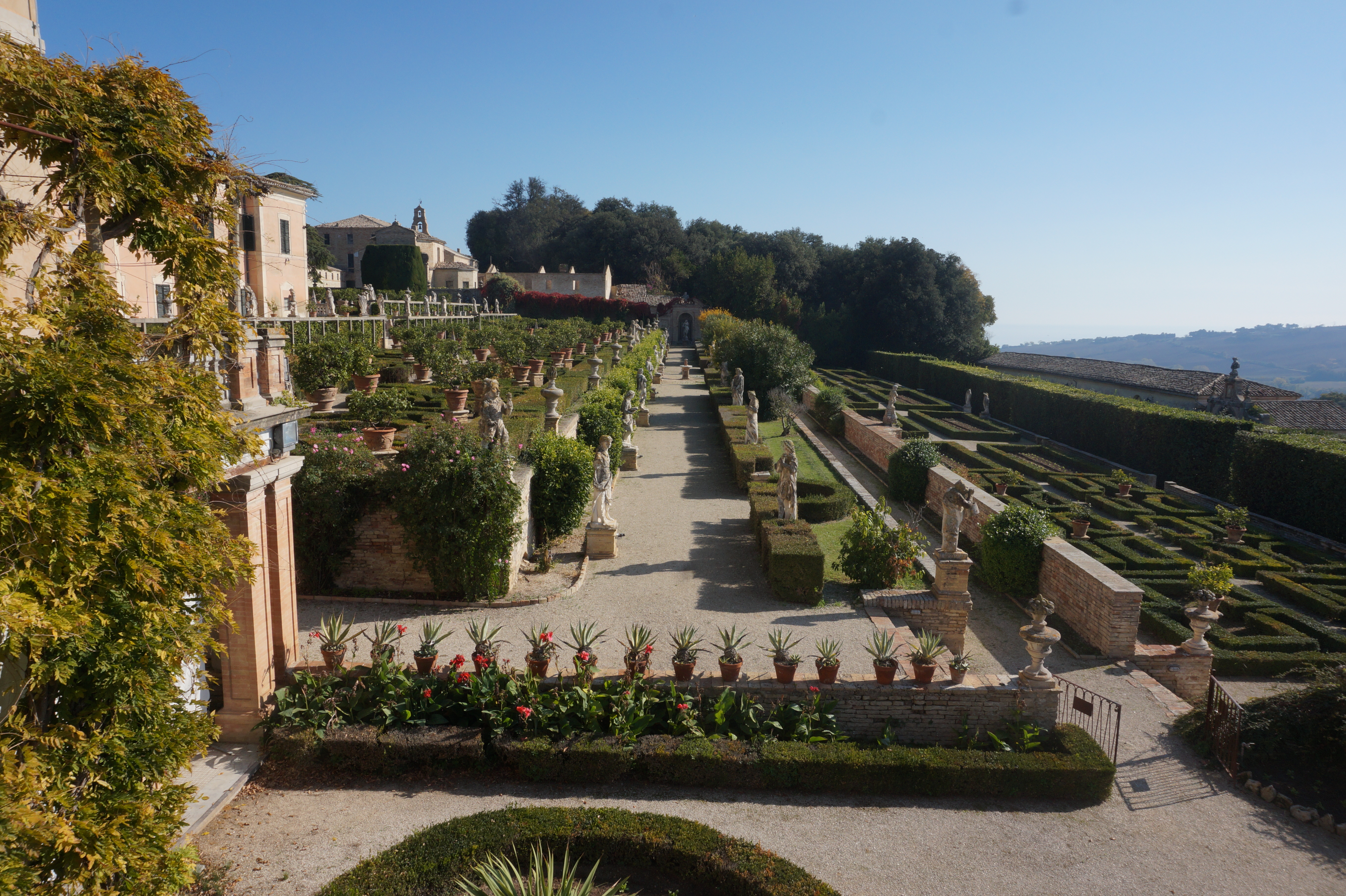
Veduta del giardino

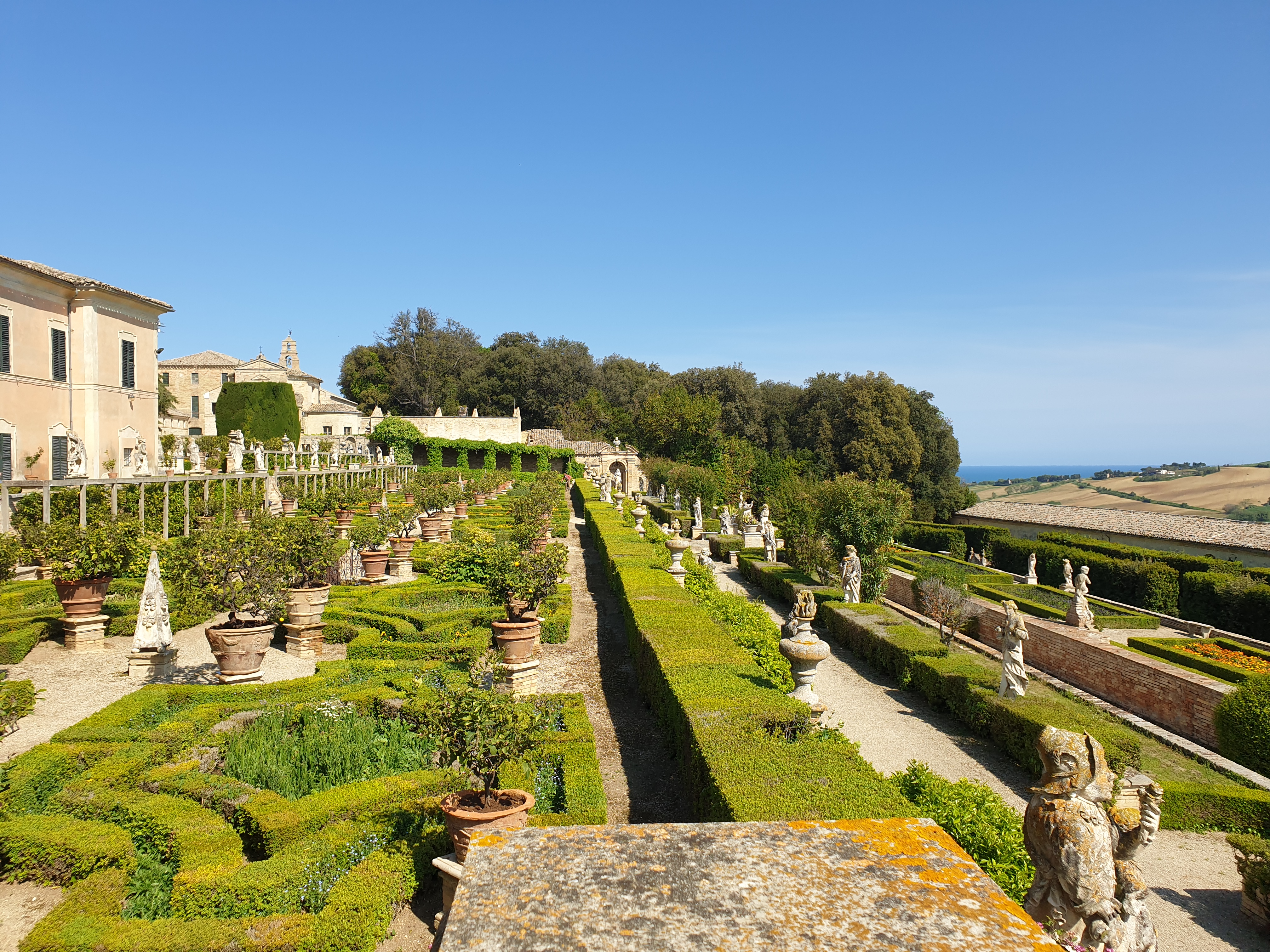
Giardino terrazzato

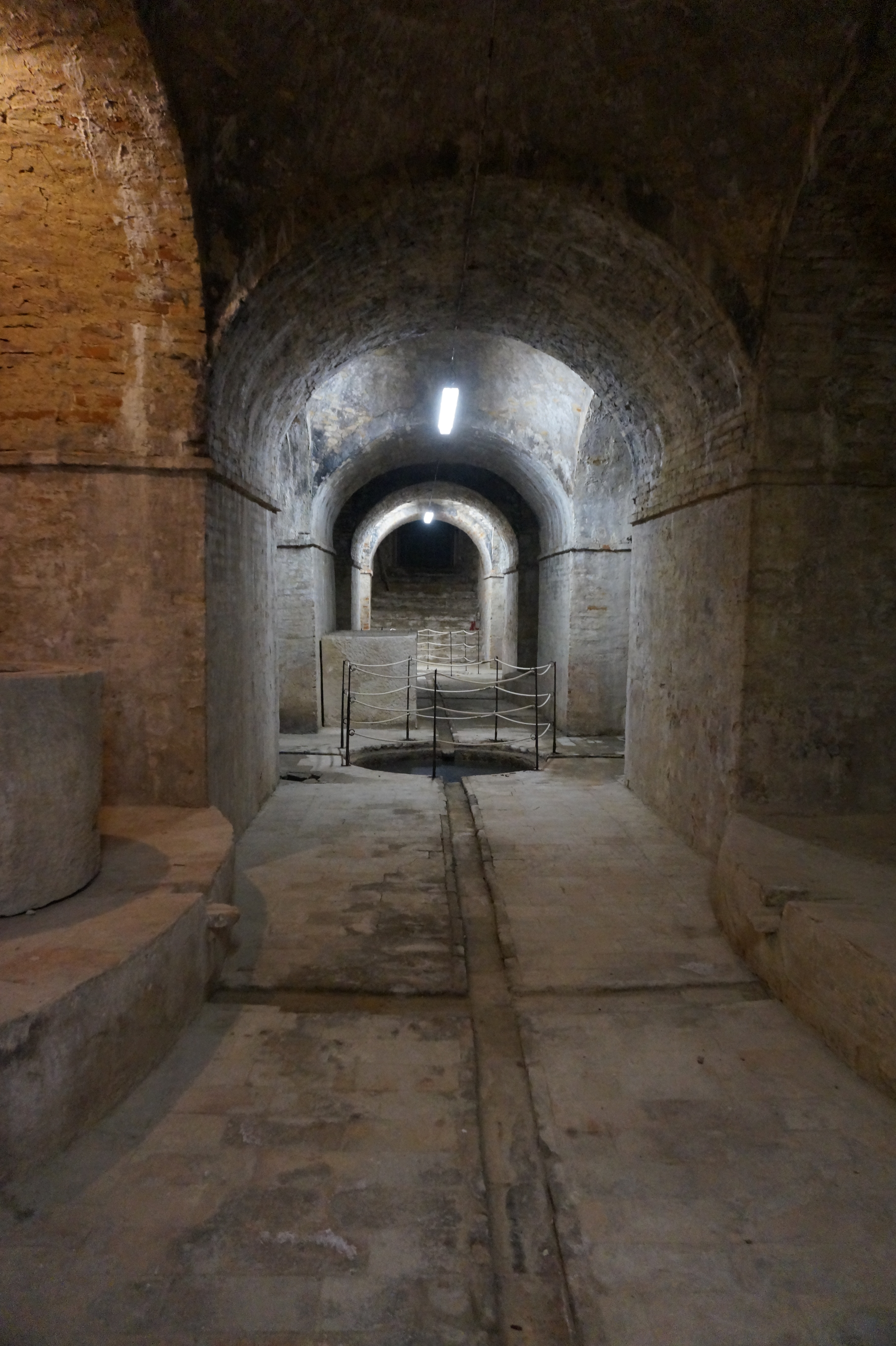
Grotte sotterranee alla Villa

Il giardino della villa Buonaccorsi di Potenza Picena è uno tra i più affascinanti giardini d’Italia, assai noto anche all’estero. Sin dalle sue più lontane origini il luogo divenne famoso soprattutto per questo giardino: un luogo dove il tempo sembra essersi fermato, conservato intatto in ogni particolare: dagli arredi delle grotte, al disegno delle aiuole a forma di stella e di losanghe. Questo giardino nel 2016 è stato dichiarato il decimo giardino più bello d'Italia. Probabilmente il giardino fu disegnato da Andrea Vici (molto attivo nelle Marche) o dai suoi aiutanti, sulla traccia di un giardino preesistente. 
Il giardino di villa Buonaccorsi include i giochi d’acqua, le serre dove si perpetua la vita di piante secolari, sopravvissute dalla lontana epoca della costruzione del complesso, le statue dei musici che si muovono ritmicamente con i loro strumenti al passaggio dell’acqua, i sotterranei, dove erano conservate le grandi botti di buon vino prodotto dai vigneti della collina e dove son ancora intatte le vasche di pietra per la decantazione dell’olio.

### Descrizione
Il giardino fu realizzato fra la metà del Seicento e i primi decenni del secolo successivo. Rivolto a meridione, discende il pendìo della collina con cinque terrazzamenti, uniti da una ampia scala centrale, e due piani intermedi. Le quattro aiuole intorno a una fontana centrale del terrazzamento superiore sono un raro esempio di giardino di fiori nella sua forma originaria, con piccole partizioni in pietra poste intorno a un pinnacolo piramidale. Siepi di bosso e antichi vasi di agrumi segnano gli altri terrazzi, che conservano un eccezionale corredo di statue da giardino, raffiguranti personaggi antichi o della Commedia dell’Arte, provenienti dalla bottega del vicentino Orazio Marinali (le statue inserite in questo giardino sono 105) ma è anche ricco di fontane ed obelischi, figure grottesche e nani, grotte, nicchie e giochi d'acqua. 
Al centro del giardino è posta una fontana con quattro statue raffiguranti le stagioni a simboleggiare il fluire del tempo. Il disegno di questo giardino è descritto nel famoso trattato "Flora, Cultura dei fiori (1633-1638), del gesuita e naturalista senese Giovanni Battista Ferrari. Al limite inferiore del giardino c’è il cosiddetto “Teatrino degli automi”: una grotticella rivestita di rocce calcaree e conchiglie che ospita giochi idraulici e meccanici che ad oggi non sono più funzionanti. Al centro si trova la figura chiamata Cecco Birbo, un cacciatore in abiti settecenteschi che suona una trombetta e che in passato reggeva un fucile. Alle sue spalle ci sono tre nicchie in cui, protetti da sportelli, vediamo alcuni automi: un turco che suonava una tromba, un Arlecchino che percuoteva un tamburo, una fucina, forse quella di Vulcano. Sul lato orientale del teatrino si affianca la lunga limonaia dedicata al ricovero degli agrumi.
Una seconda grotta si trova nella zona occidentale: è la “Grotta dei frati” (noto anche come "La Grotta del Diavolo" dove figurano San Francesco e Sant'Antonio che all'apparizione del male si coprono il volto). Al di sotto si trova il "Viale degli Imperatori" dove alla fine è posta la statua della dea Flora. 
Il giardino fu ampliato alla metà dell’Ottocento con l’aggiunta del cosiddetto “Giardino dei tassi”, un vasto terrazzo quadrangolare con alberature situato all’estremità occidentale. Il Giardino Buonaccorsi possiede anche un vasto bosco all'inglese (con molti alberi, un lago artificiale ed un ponticello), interrotto ai lati da due grandi fontane, dette peschiere, e separato dal giardino mediante un’alta muraglia.